# Calendario de bolsillo

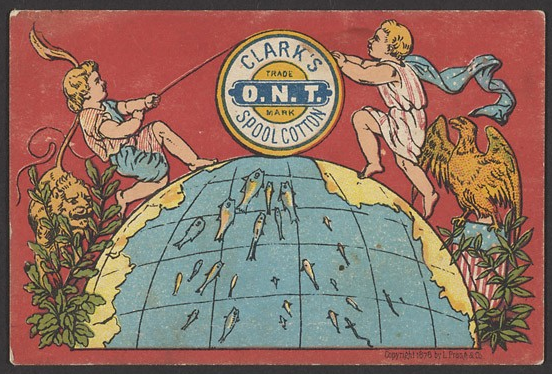
Anverso de calendario de bolsillo Clark de 1878

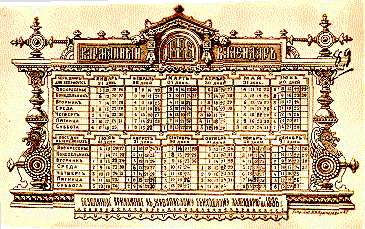
Reverso de calendario de bolsillo ruso de 1886

Un calendario de bolsillo es un pequeño calendario que comúnmente es usado para la promoción de negocios o empresas. En el mismo se destaca información del negocio o empresa al cual pertenece. En cuanto al calendario en sí suele destacar las fechas importantes del país que lo edita. También puede contener información de los cambios lunares. El tamaño general es de 5 x 10 cm (aproximadamente). 
El coleccionismo de estos calendarios lleva el nombre de «calendofilia».